# Junior Boys
Junior Boys är en kanadensiskt musikgrupp som spelar elektropop, bildad 1999, bestående av Jeremy Greenspan och Matt Didemus. Deras debutalbum, Last Exit spelades in av Greenspan och Didemus i Hamilton i slutet av 2003 och släpptes 7 juni 2004 i Storbritannien och 21 september i USA. Fyra av albumets låtar, Birthday, Last Exit, High Come Down och Under the Sun, var tidigare utgivna på EP:n Last Exit/Birthday.
I augusti 2006 släpptes uppföljaren So This Is Goodbye, efter en tids flitigt turnerande med bandet Caribou. Skivan följdes av turnéer i Nordamerika och Europa. I april 2007 släpptes Dead Horse EP med remixer av bland andra Carl Craig och Hot Chip av låtarna In the Morning, FM , Like a Child och Double Shadow från So this is goodbye.

## Diskografi
- Last Exit (2004)
- So This Is Goodbye (2006)
- Dead Horse EP
- Begone Dull Care (2009)
- It's All True (2011)